# Stephan Holstein

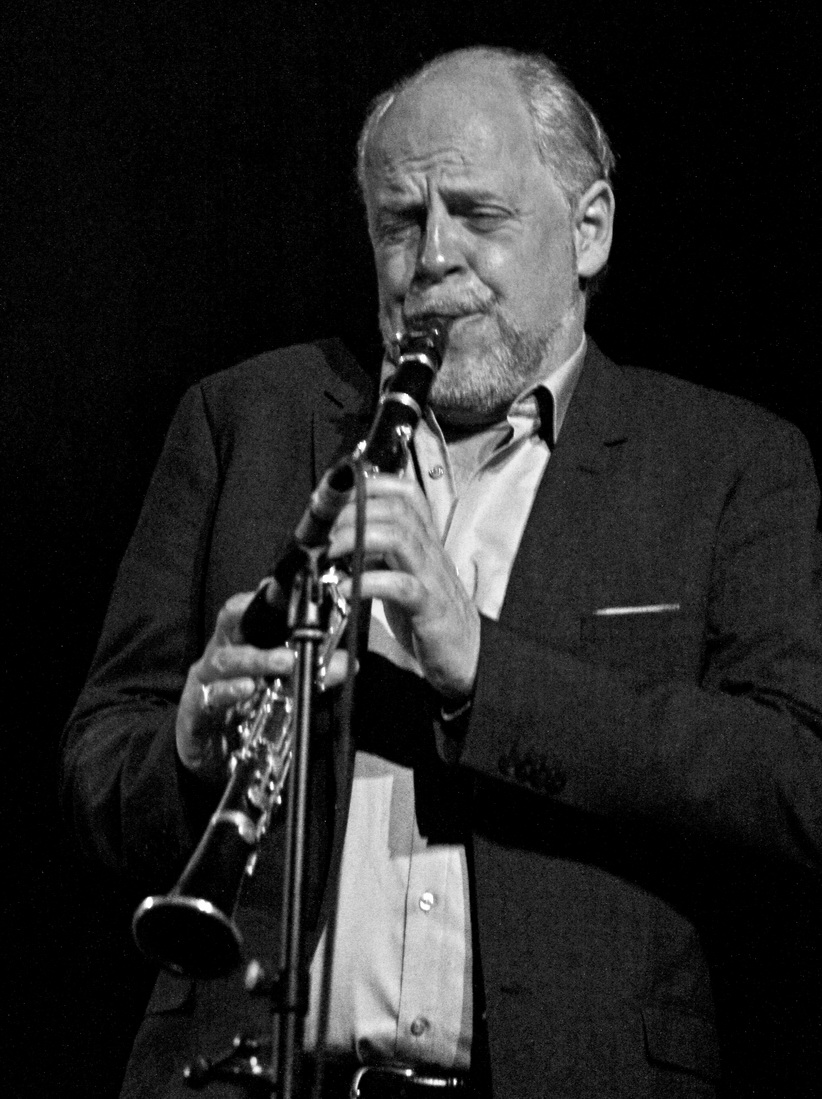
Stephan Holstein beim Jazzfestival St. Ingbert 2016

Stephan Holstein (* 1963 in Tübingen) ist ein deutscher Jazzmusiker (Klarinette, auch Saxophon).
Holstein spielt seit dem 11. Lebensjahr Klarinette und wurde von Karl-Heinz Hahn, dem Solo-Klarinettisten der Münchner Philharmoniker, unterrichtet.
Stephan Holstein spielt mit Tizian Jost (Klavier) und Thomas Stabenow (Bass) im Trio und zusätzlich mit Michael Keul (Schlagzeug) und Wolfgang Schlüter (Vibraphon) im Quintett zusammen. Weitere Auftritte hatte er mit zahlreichen Bands und Projekten. 1995 wurde ihm der Kulturförderpreis des Staates Bayern verliehen. Der Diskograf Tom Lord liste ihn im Bereich des Jazz zwischen 1992 und 2001 mit der Beteiligung an acht Aufnahmesessions, u. a. mit dem Kammerorchester Schloss Werneck & The Jazz Age Quintet um Rainer Glas (Happy Birthday, Mr. Gershwin!, 1998), Helmut Nieberle & Cordes Sauvages sowie dem Uli Fiedler Trio. Weiterhin nahm er mit Klaus Weiss, Al Jones, Christian Willisohn, Wolfgang Lackerschmid und Ludwig Seuss auf.

## Diskografie (Auswahl)
- 2000: Jazz Clarinet
- 2003: Jazz Clarinet 2
- 2004: Jazz Clarinet: The Music of Benny Goodman
- 2007: Kaleidoscope